# Degré Miklós
Degré Miklós (Vác, 1867. október 14. – Budapest, 1945. február 27.) bíró, büntetőjogász, ítélőtáblai elnök, jogi szerkesztő.

## Élete
Apja, Degré Alajos ügyvéd és író a márciusi ifjak egyike volt, így Jókai Mór, Irányi Dániel és Klapka György közelében nevelkedett; édesanyja nemes Koller Amália (1837-1907) volt. Gimnáziumi tanulmányait a budapesti piaristáknál, jogi tanulmányait a budapesti egyetemen folytatta. Elnöke volt az egyetemi olvasókörnek. 8 évi ügyvédjelölti, bírósági és igazságügyminisztériumi fogalmazói gyakorlat után 1897-ben járásbírónak nevezték ki Békésbe, majd a budapesti VIII-X. kerületi bíróságra. 1906-ban a zalaegerszegi, 1911-ben a győri törvényszék, 1914-ben a budapesti központi járásbíróság elnöke lett. 1915 és 1921 között a budapesti ítélőtábla tanácselnöke volt és az egyik büntetőtanácsot vezette. 1918-tól 1920-ig az Országos Központi Árvizsgálóbizottság elnökeként is tevékenykedett. 1921-től alelnöke, 1926-tól elnöke volt az ítélőtáblának. 1927-től a politikai életben is részt vállalt, a felsőház tagja, a mentelmi bizottság elnöke volt. Bírói és politikusi pályájáról 1937-ben vonult nyugállományba. Halálát szívizomelfajulás okozta.

## Házassága és leszármazottjai
Degré Miklós feleségül vette Lechner Paula (1878-1936) kissaszonyt, dr. Lechner Ágost (1834-1901), egyetemi jogtanár, egyetemi rektor, felsőrendiházi tag lányát. Gyermekuk:
- Degré Alajos (Zalaegerszeg, 1909. május 16. - Zalaegerszeg, 1984. április 10.) jogtörténész, levéltáros volt.

## Szerkesztői munkája
Szakírói munkája a büntetőjog és büntető eljárásjog területére terjedt ki, szerkesztői és kiadói tevékenysége szélesebb körű volt. 1915–1937 között egyik szerkesztője volt a Büntető Jog Tára büntetőjogi szaklapnak, mely 1920-tól a Magyar Jogi Szemle melléklapja volt. 1913-tól 1921-ig A büntető igazságszolgáltatás évi bírói gyakorlatáról címmel összefoglaló cikkeket írt, melyek a Magyar Jogászegylet Értekezéseiben és a Jogállam c. folyóiratban jelentek meg, s az időszak büntetőjogának szemléltető keresztmetszeteit adták. 1930–1944 között Várady Brenner Alajossal együtt szerkesztette a Magyar Törvénytár millenniumi emlékkiadásának (új Corpus Juris Hungaricinak) az évenkénti új köteteit.

## Főbb művei
- Magyar büntetőtörvények zsebkönyve (az Edvi Illés Károly-féle könyv átdolgozása és kiadása (Bp., 1924, 1930)
- Főtárgyalás az esküdtbíróság előtt (Bp., 1912)
- Az árdrágító visszaélésekről szóló 1916. évi IX. törvénycikk Archiválva 2016. március 4-i dátummal a Wayback Machine-ben magyarázata (Bp., 1916)
- Háborús büntetőjog (Bp., 1918)
- Anyagi és alaki büntetőjog (I. kiad. Angyal Pállal, Pécs, 1917, II. kiad. Angyal Pállal és Zehery Lajossal, Pécs, 1927)
- Az új büntetőnovella Archiválva 2010. június 16-i dátummal a Wayback Machine-ben (Bp., 1928)